# Só Risos
Só Risos era um programa de televisão brasileiro, produzido e exibido pela Band que ia ao ar todas as tardes de domingo. Durante muito tempo, o nome do programa foi exibido pela Band como um bloco de pegadinhas canadenses. Entre 2018 e 2019, a atração foi apresentada pelo ex-Pânico na Band Lucas Selfie e pelos radialistas Emerson França e Tadeu Correia, ambos da Band FM.

## O programa
Estreado em 2015, o programa apresenta vídeos da internet e do WhatsApp, com pessoas em situações cômicas no estilo das Videocassetadas, do Domingão do Faustão.
Inicialmente, o programa tinha classificação indicativa livre, porém, por decisão do Ministério da Justiça, o classificou para maiores de dez anos, por apresentar conteúdo de drogas lícitas e violência.
O progama acabou em 2019, após várias mudanças na grade de programação da Rede Bandeirantes.

## Audiência
O programa, que vinha ao ar antes do Pânico na Band, disputava audiência com o Encrenca, da RedeTV!. Porém, o programa da Band estava ficando atrás em relação ao público do Encrenca. Por causa da baixa audiência, o programa, que antes era exibido às 20h, foi transferido para as 14h de domingo. e depois para as 16h de domingo.